# 邦利县
邦利县（印尼语：Kabupaten Bangli）是印度尼西亚巴厘省的一个县，位于巴厘岛中部，县治在邦利。邦利县是巴厘省唯一一个不沿海的县份，巴杜尔火山以及巴厘岛的最大湖泊巴杜尔湖亦在该县境内。2010年普查，全县有人口213,808人。

## 行政區劃
邦利縣劃分為4個鎮。
- 邦利（Bangli）
- 景打馬尼（Kintamani）
- 蘇述（Susut）
- 淡武古（Tembuku）